# Marek Mazur (piłkarz)
Marek Mazur (ur. 18 stycznia 1972) – polski piłkarz, występujący na pozycji pomocnika.

## Życiorys
Jest wychowankiem Śląska Wrocław. W 1991 roku został włączony do pierwszej drużyny. W Śląsku Wrocław zadebiutował 15 czerwca w wygranym 2:0 meczu z ŁKS Łódź. W 1993 roku spadł ze Śląskiem do II ligi, a ponowny awans do I ligi jego klub uzyskał dwa lata później. Ogółem w Śląsku Mazur rozegrał 115 ligowych spotkań, z czego 54 w I lidze. Na początku 1996 roku został piłkarzem Miedzi Legnica, w której występował przez pół roku. W sezonie 1996/1997 reprezentował barwy Varty Namysłów, po czym przeszedł do LKS Jankowy. W 1999 roku został zawodnikiem Polaru Wrocław, dla którego rozegrał 65 ligowych spotkań. We wrocławskim klubie grał do końca 2001 roku. Następnie występował w Pogoni Oleśnica i niemieckim SG Perl/Besch.
W 2004 roku został grającym trenerem Nefrytu Jordanów Śląski. Funkcję tę pełnił przez dziesięć lat. Następnie był trenerem Zielonych Łagiewniki, a w 2019 roku ponownie został zatrudniony jako szkoleniowiec Nefrytu.

## Statystyki ligowe
| Sezon         | Klub           | Liga     | Mecze | Gole |
| ------------- | -------------- | -------- | ----- | ---- |
| 1990/1991     | Śląsk Wrocław  | I liga   | 1     | 0    |
| 1991/1992     | Śląsk Wrocław  | I liga   | 27    | 0    |
| 1992/1993     | Śląsk Wrocław  | I liga   | 18    | 0    |
| 1993/1994     | Śląsk Wrocław  | II liga  | 23    | 0    |
| 1994/1995     | Śląsk Wrocław  | II liga  | 29    | 3    |
| 1995/1996 (j) | Śląsk Wrocław  | I liga   | 8     | 0    |
| 1995/1996 (w) | Miedź Legnica  | II liga  | 16    | 2    |
| 1996/1997     | Varta Namysłów | II liga  | 23    | 2    |
| 1997/1998     | LKS Jankowy    | III liga | ?     | 9    |
| 1998/1999     | LKS Jankowy    | III liga | ?     | ?    |
| 1999/2000     | Polar Wrocław  | II liga  | 31    | 0    |
| 2000/2001     | Polar Wrocław  | II liga  | 23    | 0    |
| 2001/2002 (j) | Polar Wrocław  | II liga  | 11    | 0    |